# مرندیز (بردسکن)
مرندیز یا مارندیز نام روستایی از توابع بخش انابد شهرستان بردسکن در استان خراسان رضوی است. این روستا در دهستان صحرا قرار دارد و براساس سرشماری سال ۱۳۸۵ جمعیت آن ۶۵۱ نفر (۱۶۲ خانوار) بوده است.